# Hygrohypnum schimperianum
Hygrohypnum schimperianum là một loài Rêu trong họ Amblystegiaceae. Loài này được (Lorentz) E. Bauer mô tả khoa học đầu tiên năm 1910.